# Byrrhinus mimicus
Byrrhinus mimicus är en skalbaggsart som beskrevs av Wooldridge 1987. Byrrhinus mimicus ingår i släktet Byrrhinus och familjen lerstrandbaggar. Inga underarter finns listade i Catalogue of Life.